# Okręty podwodne typu Morse
Okręty podwodne typu Morse – pierwszy seryjnie budowany francuski typ okrętów podwodnych z przełomu XIX i XX wieku, zaprojektowany przez Gastona Romazzottiego. „Morse”, okręt prototypowy tego typu, wykonany był z brązu, kolejne zaś jednostki miały kadłub ze stali. Projekt zakładał okręty pośredniej wielkości - między dwoma wcześniejszymi konstrukcjami „Gymnôte” i „Gustave Zédé” - wykorzystywał też ich najlepsze cechy. Budowa drugiego i trzeciego okrętu sfinansowana została z narodowej publicznej zbiórki pieniędzy zorganizowanej przez dziennik Le Matin.
Jednostki tego typu operowały w trakcie służby w kanale La Manche. „Morse” został wycofany ze służby 14 września 1908 roku, „L'Algérien” 1 stycznia, zaś „Français” 26 marca 1914 roku.